# Mozart (släkt)
Mozart, tysk-österrikisk musikerfamilj. Tonsättaren och violinisten Leopold Mozart (1719–1787), född i Augsburg, som kom från en gammal hantverkarsläkt, var den förste musikern i släkten och var verksam som hovkompositör i Salzburg. Hans barn Wolfgang Amadeus Mozart (1756–1791) och Maria Anna "Nannerl" Mozart (1751–1829) fick mycket tidigt undervisning av fadern. Medan Wolfgang Amadeus blev en av musikhistoriens främsta tonsättare, fick "Nannerl", som var en mycket talangfull pianist, från slutet av sina tonår endast tillåtelse att spela musik i hemmet. Leopold Mozart drog stor nytta av sina barns talanger och turnerade med ”underbarnen” i en mängd olika städer där de hade olika slags konserter för bland annat för adeln. 
Även Wolfgang Amadeus Mozarts son Franz Xaver Wolfgang Mozart (1791-1844) gjorde karriär som pianist och tonsättare, dock utan större framgång.